# Mucho texto
En la jerga de internet, «mucho texto» se utiliza como interjección informal para decir que algún texto ha sido ignorado debido a su longitud. También se ha convertido en un meme.
En la cibercultura anglófona se usa la expresión TL;DR, abreviatura inglesa de too long; didn't read (en español, "demasiado largo; no lo leí"), que data de al menos 2003.